# ジャン＝リュック・ナンシー
ジャン＝リュック・ナンシー（Jean-Luc Nancy、1940年7月26日 - 2021年8月23日）は、フランスの哲学者。1973年に出版されたナンシーの最初の著書は、フランスの精神分析学者ジャック・ラカンの作品を読み解いた『文字の資格』（Le titre de la lettre）で、フィリップ・ラクー＝ラバルトとの共著である。ヘーゲルに関する1973年の『思弁的注解』（La remarque spéculative）など、多くの思想家に関する著作がある。カントについては『失神のディスクール』（Le discours de la syncope, 1976年）、L'Impératif catégorique（1983年）、デカルトについては 『エゴ・スム』（Ego sum, 1979年）、ハイデガーについては『声の分割』（Le partage des voix, 1982年）がある。
ナンシーは Le titre de la lettre 以外にも、いくつかの著書や論文でラクー＝ラバルトと共同研究を行っている。またナンシーが論文「無為の共同体」（La communauté désoeuvrée）を1983年に発表したことにより、ブランショがこれに応えて『明かしえぬ共同体』を発表。アガンベンが『到来する共同体』（1990年）で両者に反論し、これらは共同体と政治の地盤の問題を再び開く手助けをしたと評価されている。ジャック・デリダが現代の哲学者について書いた数少ない単行学術論文の一つに『触覚、ジャン=リュック・ナンシーに触れる』がある。

## 生涯
フランス南西部ジロンド県コーデラン（現ボルドーの一地区）出身。ジャック・デリダとその脱構築の手法の強い影響を受けつつ独自の哲学を展開しており、いわゆるポスト構造主義以降のフランス現代思想の重要人物の一人と目されている。ラクー＝ラバルトやジャン＝クリストフ・バイイらとの共同研究でも知られる。

## 主な著作

### 単著
- La Remarque spéculative (Un bon mot de Hegel) (1973)

小原拓磨訳『思弁的註記―ヘーゲルの機知に富んだ語』（法政大学出版局〈叢書・ウニベルシタス〉、2025年）
- Le Discours de la syncope (1975)
- Ego sum (1979)

庄田常勝・三浦要訳『エゴ・スム――主体と変装』（朝日出版社, 1986年）
- Le Partage des voix (1982)

加藤恵介訳『声の分割（パルタージュ）』（松籟社, 1999年）
- La communauté désoeuvrée (1983)

西谷修訳『無為の共同体――バタイユの恍惚から』（朝日出版社, 1985年）
西谷修・安原伸一朗訳『無為の共同体――哲学を問い直す分有の思考』（以文社, 2001年）
- L'Impératif catégorique (1983)
- Hypnoses, en collaboration avec Éric Michaud et Mikkel Borch-Jacobsen (1984)
- L'oubli de la philosophie (1986)

大西雅一郎訳『哲学の忘却』（松籟社, 2000年）
- Des lieux divins (1987)

大西雅一郎訳『神的な様々の場』（松籟社, 2001年／筑摩書房〈ちくま学芸文庫〉, 2008年）
- L'expérience de la liberté (1988)

澤田直訳『自由の経験』（未來社, 2000年）
- Cahiers confrontation 20(1989)

港道隆・鵜飼哲・大西雅一郎・松葉祥一・安川慶治・加国尚志・広瀬浩司訳『主体の後に誰が来るのか?』（現代企画室, 1996年）
- Une Pensée Finie (1990)
- Le poids d'une pensée (1991)
- Corpus (1992)

大西雅一郎訳『共同-体（コルプス）』（松籟社, 1996年）
- Le sens du monde (1993)
- The birth to presence (1993)
- Les Muses (1994)
- Être singulier pluriel (1996)

加藤恵介訳『複数にして単数の存在』（松籟社, 2005年）
- Hegel. L'inquiétude du négatif (1997)

大河内泰樹・西山雄二・村田憲郎訳『ヘーゲル否定的なものの不安』（現代企画室, 2003年）
- L'Intrus (2000)

西谷修訳編『侵入者――いま「生命」はどこに?』（以文社, 2000年）
- Le regard du portrait (2000)

岡田温司・長友文史訳『肖像の眼差し』（人文書院, 2004年）
- La pensée dérobée (2001)
- L'Evidence du film (2001)

上田和彦訳『映画の明らかさ――アッバス・キアロスタミ』（松籟社, 2004年）
- Visitation (2001)

西山達也訳『訪問――イメージと記憶をめぐって』（松籟社, 2003年）
- La création du monde ou la mondialisation (2002)

大西雅一郎・松下彩子・吉田はるみ訳『世界の創造あるいは世界化』（現代企画室, 2003年）
- Au fond des images (2003)

西山達也・大道寺玲央訳『イメージの奥底で』（以文社, 2006年）
- Noli me tangere (2003)

荻野厚志訳『私に触れるな――ノリ・メ・タンゲレ』（未來社, 2006年）
- Chroniques philosophiques (2004)

大西雅一郎訳『哲学的クロニクル』（現代企画室, 2005年）
- La déclosion (2005)
- Tombe de sommeil (2007)
- Maurice Blanchot, passion politique, Paris, Galilée (2011)

安原伸一朗訳『モーリス・ブランショ：政治的パッション』（水声社〈批評の小径〉, 2020年）ISBN 978-4-8010-0486-3
- Identité: fragments, franchises,Galilée, (2010)

伊藤潤一郎訳『アイデンティティ：断片、率直さ』（水声社〈批評の小径〉, 2021年）ISBN 978-4-8010-0544-0
- Un trop humain virus, Bayard, (2020)

伊藤潤一郎訳『あまりに人間的なウイルス：COVID-19の哲学』（勁草書房, 2021年）ISBN 978-4-326-15478-4
- La vérité du mensonge, Bayard, (2021)

柿並良佑訳『嘘の真理』（講談社選書メチエ, 2024年）ISBN 978-4-06-534715-7

### 共著
- La titre de la lettre (1973)　（フィリップ・ラクー＝ラバルトと共著）
- L'absolu littéraire. Théorie de la littérature du romantisme allemand (1978)　（フィリップ・ラクー＝ラバルトと共著） 柿並良佑・大久保歩・加藤健司訳『文学的絶対　ドイツ・ロマン主義の文学理論』（法政大学出版局、2023年）ISBN 978-4-588-01163-4
- Le mythe nazi (1991)

守中高明訳『ナチ神話』（松籟社, 2002年）　フィリップ・ラクー＝ラバルトと共著
- La comparution (politique à venir) (1991)

大西雅一郎・松下彩子訳『共出現』（松籟社, 2002年）　ジャン＝クリストフ・バイイと共著
- Nus sommes. La peau des images (2003) （フェデリコ・フェラーリと共著）
- Iconographie de l'auteur (2005)

林好雄訳『作者の図像学』（筑摩書房〈ちくま学芸文庫〉、2008年）　フェデリコ・フェラーリと共著

## 関連書籍
- ジャン=リュック・ナンシー 特集　水声通信 No.10　(水声社　2006年)
- 「特集＝ジャン＝リュック・ナンシーの哲学の拍動（責任編集＝西山雄二、柿並良佑）」『人文学報. フランス文学』第513-15号、首都大学東京人文科学研究科、2017年。
  - 西山雄二「はじめに」『人文学報. フランス文学』第513-15巻、2017年3月、1-3頁、hdl:10748/00009012。「Article特集：ジャン＝リュック・ナンシーの哲学の拍動」